# الدوري الأمريكي لكرة السلة للمحترفين 1958–59
الدوري الأمريكي لكرة السلة للمحترفين 1958–59 (بالإنجليزية: 1958–59 NBA season)‏ هو موسم من الرابطة الوطنية لكرة السلة. أقيم خلال الفترة 19 أكتوبر 1958 وحتى 9 أبريل 1959، وأشرف على تنظيمه الرابطة الوطنية لكرة السلة، وفاز فيه بوسطن سيلتكس.